# بين شابمان (لاعب كرة قدم)
بين شابمان (بالإنجليزية: Ben Chapman)‏ (2 مارس 1979 في المملكة المتحدة - ) هو لاعب كرة قدم بريطاني في مركز الدفاع. لعب مع غريمسبي تاون ونادي هاروجيت تاون وEastwood Town F.C. ‏ وفريكلي أثلتيك ‏ ونورثويتش فيكتوريا وAlfreton Town F.C. ‏ ونونيتون بورو ‏ ونادي كينغز لين وAppleby Frodingham F.C. ‏ وBottesford Town F.C. ‏ وHall Road Rangers F.C. ‏ ونادي بوسطن يونايتد.

## وصلات خارجية
- بين شابمان على موقع قاعدة بيانات كرة القدم.إي يو (الإنجليزية)
- بين شابمان على موقع Soccerbase.com (لاعب) (الإنجليزية)